# Pandhāna
Pandhāna är en ort i Indien.   Den ligger i distriktet East Nimār och delstaten Madhya Pradesh, i den centrala delen av landet, 800 km söder om huvudstaden New Delhi. Pandhāna ligger 364 meter över havet och antalet invånare är 11 626.
Terrängen runt Pandhāna är platt. Runt Pandhāna är det ganska tätbefolkat, med 149 invånare per kvadratkilometer. Närmaste större samhälle är Khandwa, 19,1 km nordost om Pandhāna. Trakten runt Pandhāna består till största delen av jordbruksmark.